# Mathews megye
Mathews megye az Amerikai Egyesült Államokban, azon belül Virginia államban található. Megyeszékhelye Mathews. Lakosainak száma 8533 fő (2020. április 1.). Mathews megye Middlesex, Gloucester és York megyékkel határos.

## Népesség
A megye népességének változása:
| Lakosok száma | 8972 | 8951 | 8899 | 8897 | 8862 | 8533 |
|               | 2010 | 2011 | 2012 | 2013 | 2015 | 2020 |